# 蠟像館

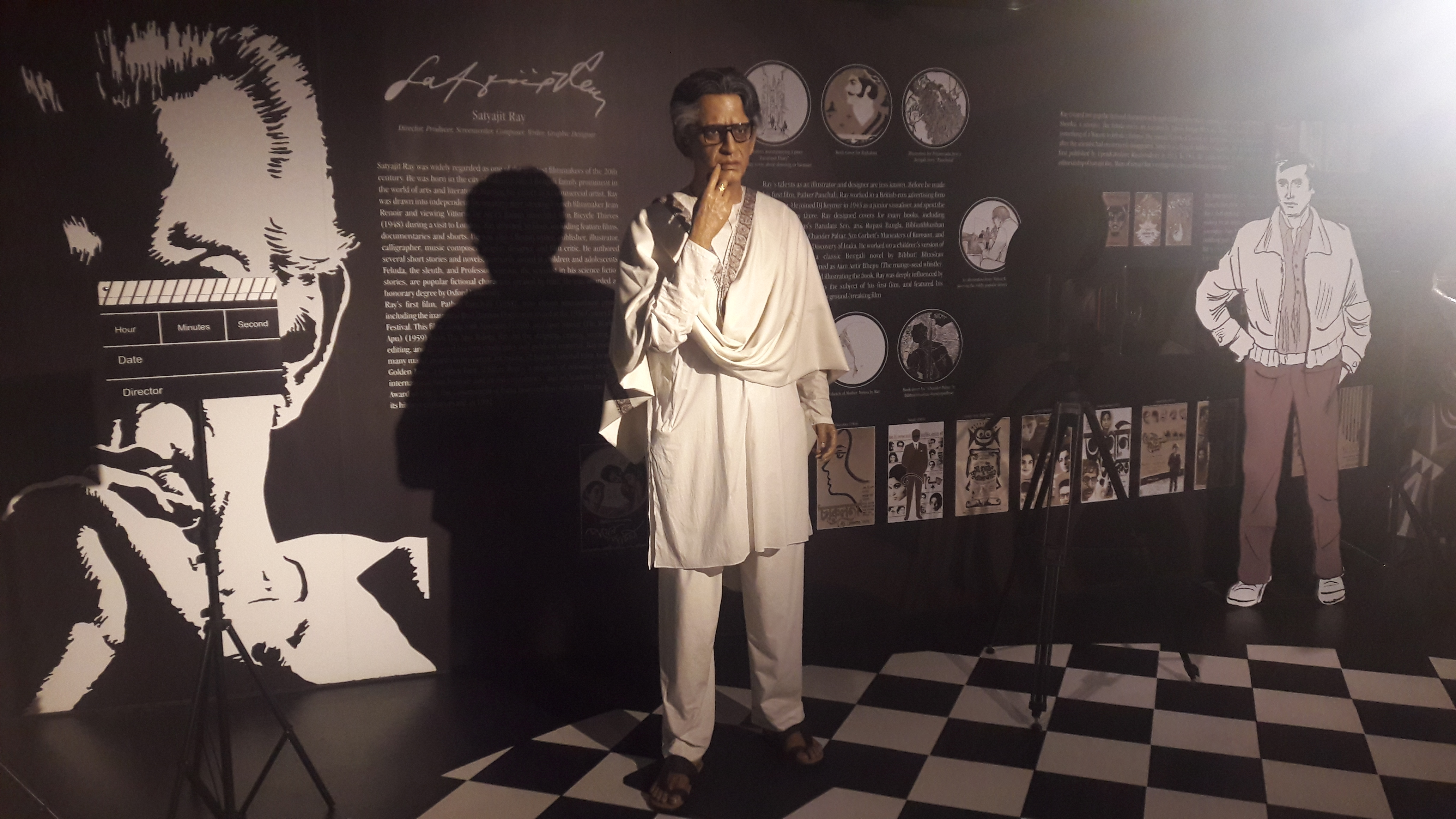
加尔各答一個蜡像馆中的萨蒂亚吉特·雷伊

蜡像馆是指以展出蜡像為主的展覽館，而这些蜡像往往是历史上或當代的名人，這些蠟像穿着衣服，摆出栩栩如生的姿势。
制作真人大小的穿衣蠟像是是源于欧洲皇室的葬礼习俗。在中世纪，人们在皇室葬礼上會把穿戴整齐的尸体抬到棺材上面，但在炎热的天气里，这样做往往會加速尸體腐爛，于是人們開始用蜡像来代替尸體。葬礼结束后，这些蜡像通常被陈列在坟墓旁或教堂，并成为吸引游客的一个热门付費景点。